# Iemeliànovka (Primórie)
|  | Per a altres significats, vegeu «Iemeliànovka». |

Iemeliànovka (en rus: Емельяновка) és un poble del krai de Primórie, a l'Extrem Orient de Rússia, que en el cens del 2010 tenia 60 habitants.